# Odd Nerdrum

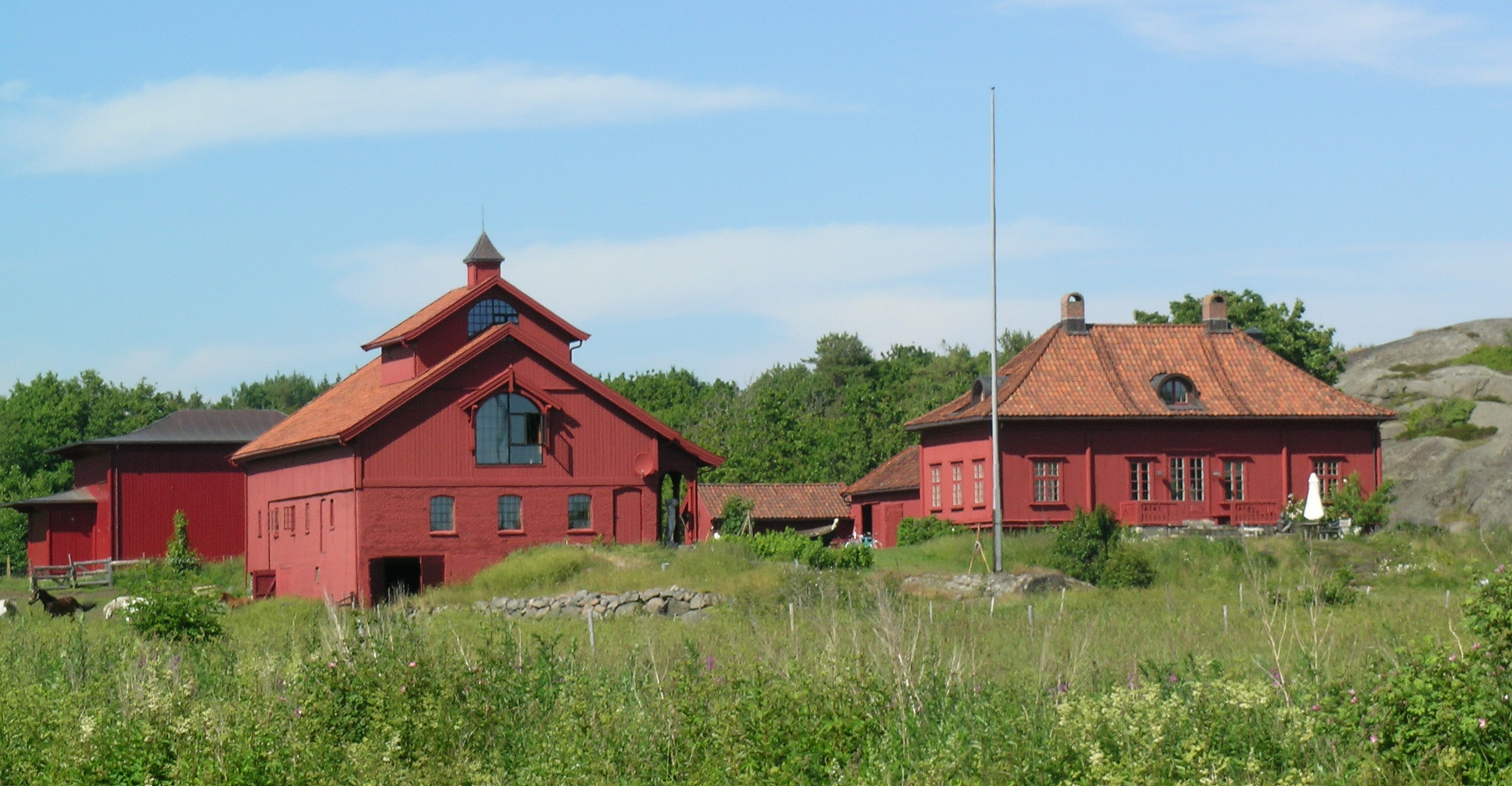
Estudio de Odd Nerdrum en Røvika, Larvik.

Odd Nerdrum (Helsingborg, Suecia, 8 de abril de 1944) es un pintor figurativo noruego.

## Biografía
Es hijo de un matrimonio noruego refugiado en Suecia durante la Segunda Guerra Mundial, y se instaló con sus padres en Noruega al finalizar la guerra.

## Obra
Los temas y el estilo en el trabajo de Nerdrum hacen referencia a la anécdota y la narrativa, mientras que las influencias primarias de los pintores Rembrandt y Caravaggio colocan su obra en conflicto directo con la abstracción y el arte conceptual considerados aceptables en gran parte de Noruega, y en oposición al arte de la época.
Odd Nerdrum crea de seis a ocho cuadros al año. Estos incluyen bodegones de pequeños objetos de uso cotidiano como ladrillos, retratos y autorretratos cuyos temas están vestidos como de otro tiempo y lugar, y pinturas de gran formato, de naturaleza alegórica que presentan un sentido de lo apocalíptico y de nuevo referidas a otro tiempo.
Nerdrum dice que su arte debe ser entendido como kitsch en lugar de arte como tal. "On Kitsch", un manifiesto compuesto por Nerdrum describe la distinción que hace entre kitsch y arte.
Su obra se vio reflejada en la película The Cell.

## Polémica
Odd, regenta una escuela de arte en Noruega. Esta escuela sigue el manifiesto "on Kitsch", del propio artista. La escuela está en su propia casa, valorada en 4 millones de euros, en los videos sobre la escuela se puede observar que la casa se asemeja a una granja antigua y el propio artista ha declarado que no le gustan las nuevas tecnologías, de hecho no utilizan luz eléctrica como iluminación prefiriendo el uso de velas y luz natural. La vida que llevan quienes habitan en la escuela es campestre y rústica, similar a la vida de algunos grupos Amish y de algunas sectas New Age. Se han reportado comportamientos sectarios e incluso algunos expertos han reconocido atisbar comportamientos de disonancia cognitiva entre el "alumni" de la escuela. Algunos expertos en comportamiento sectario y sectas han considerado que el grupo de alumnos que trabaja en la escuela podrían pertenecer a una secta o un grupo coercitivo.
En la escuela no se enseña ninguna técnica en concreto simplemente se imita la forma de pintar del Odd, evitando (según sus propios dogmas) la originalidad. Todos los alumnos de la escuela pintan según las directrices de Odd llegando a utilizar un estilo prácticamente idéntico (no solo a la hora de pintar, también de vida y de pensamiento), de hecho exponen en conjunto. El "alumni" de la escuela pertenece al grupo Memorosa, un grupo donde alumnos y exalumnos comparten sus pinturas y mantienen los estrictos dogmas (los principios rectores) de la escuela aún no estando en ella. Se han reportado casos organizados del grupo memorosa en otras zonas del mundo. La escuela pese a rechazar la modernidad produce videos como propaganda para redes sociales y utilizan tabletas y material electrónico (pese a rechazar la luz eléctrica para pintar). La escuela es muy cerrada y dentro del grupo las normas son muy estrictas. La escuela es gratuita y abierta a todo el mundo aunque hay un proceso de selección donde se eligen a posibles alumnos que encajen mejor con el estilo de vida del grupo. Todo la escuela está al servicio de Odd para ayudarle en sus quehaceres. La mayoría de los alumnos salen de la escuela considerando que Odd es uno de los mejores artistas de la historia e incluso el mejor.

## Procesos judiciales
En 2011, Odd Nerdrum fue condenado en Noruega por evasión fiscal y condenado a dos años de prisión. Se interpuso recurso de apelación. Su defensa afirmó que la fortuna almacenada en una caja de seguridad en Austria era "un fondo de seguridad" para unas 36 pinturas experimentales que Odd había creado en los 80. Los partidarios de Odd afirmaron que había errores en los procedimientos judiciales y que el juicio fue un intento de persecución política.
En enero de 2012, el tribunal de apelación de Noruega concedió a Odd un nuevo juicio. El juicio comenzó el 11 de junio. Después de tres días de juicio, Odd fue condenado de nuevo por evasión de impuestos y su sentencia aumentada a dos años y diez meses de prisión. En 2014 el tribunal de apelaciones de Noruega lo declaró culpable de evasión fiscal y su condena rebajada a 20 meses de prisión. Según la ley noruega, Odd tendría prohibido cualquier actividad de pintura en la prisión, ya que en Noruega los presos no pueden realizar actividades comerciales mientras están en prisión.
En octubre de 2012, Odd volvió a perder una demanda que el mismo presentó contra la autoridad tributaria regional. El tribunal fiscal de Oslo dictaminó que los fondos que Odd había evadido en Austria no constituían un "préstamo, garantía o depósito" y deberían haber sido añadidos como ingresos.
En septiembre de 2017 Odd Nerdrum fue indultado por el rey Harald V de Noruega.